# Sant Joan de la Muntanya
|  | Per a altres significats, vegeu «Sant Joan de la Muntanya de Pontons». |

L'ermita de Sant Joan de la Muntanya és un mirador natural de la comarca de la Conca de Barberà. Està situada dins del terme municipal de Montblanc, a uns tres quilòmetres envers el massís de les Muntanyes de Prades. La fama originària de l'ermita prové d'una dama de la noblesa, Elionor d'Urgell, qui preferí la vida contemplativa després de la caiguda i empresonament del seu germà Jaume II d'Urgell. A Montblanc s'han anomenat dos barris nous en relació amb l'ermita: el Barri de Sant Joan i el Barri de Nialó.

## Història
Els orígens de l'ermita parteixen de l'època medieval, un moment propici per a l'eremitisme.
A principis del segle xv, la princesa Elionor d'Aragó i Montferrat, germana de Jaume II d'Urgell, el Dissortat, va fer vida eremítica durant setze anys, des del 1414 fins a la seva mort el 1430, en una cova propera a l'ermita, anomenada des de llavors Cova de Nialó (contracció de N'Elionor). No se sap amb certesa si la princesa va fundar l'ermita que es coneix avui en dia o si solament la va restaurar i posar sota l'advocació de Sant Joan Baptista.
En aquells temps, fra Pere Marginet, exmonjo de Poblet, també hi havia fet vida eremítica per les contrades, i esdevingué guia espiritual de la princesa.
La segona meitat del segle xv ja hi ha documentada una important edificació a l'ermita, amb la capella i diverses cel·les, sota l'administració dels cònsols de Montblanc, ja que se sap que l'any 1472, a fi de guarir-se d'una malaltia, hi volia fer estada fra Blai Romeu, monjo del monestir de Poblet, amb dos ajudants.
Durant els segles posteriors, la devoció i l'admiració per l'ermita anà creixent i hi hagué vida eremita ininterrompudament fins al 1936, quan milicians republicans van destruir el retaule d'alabastre de Sant Joan que presidia la capella central, la campana fou esbocinada i l'ermita fou saquejada. Del retaule es conservaren fragments conservats i reagrupats al Museu Comarcal de la Conca de Barberà. Els trets estilístics de l'obra apunten a l'estil del primer Renaixement a Catalunya, al segle xvi.
Acabada la Guerra Civil espanyola, un grup de joves en va arreglar les estances i en va tapar la teulada. Però l'absència d'ermitans i la ubicació en ple bosc van fer que l'ermita s'anés deteriorant fins al punt que, a principis dels anys 1990, estava completament enrunada. Fou aleshores quan en Joan Serafí Serra i Ollé i els germans Joan i Josep Jàvega i Bulló van crear el grup Estrams (gènesi dels Ermitans de Sant Joan de la Muntanya), qui feren cançons i escenificaren diferents indrets de les contrades. És famosa la cançó amb què actuaven a les festes medievals de Montblanc:
| Acosteu-vos, bona gent, i escolteu els Ermitans que molta pregària fan a l'Ermita de Sant Joan. A l'Ermita de Sant Joan hi feien vida de sants Nialó i Mestre Pere, fa d'això molt temps enrere. D'ells hem anat recuperant les antigues savieses i hi hem anat recomponent molt antigues poesies. Escolteu els Ermitans per conèixer aquesta terra que ens té a tots el cor robat perquè és una terra bella. De l'Ermita hem baixat per donar-vos de la mà i portar-vos de bon grat pels camins de la comarca. | Acosteu-vos, bona gent, i escolteu els ermitans que molta pregària fan a l'Ermita de Sant Joan. D'ells hem anat recuperant les antigues savieses i hi hem anat recomponent molt antigues poesies. Escolteu els Ermitans per conèixer aquesta terra que ens té a tots el cor robat perquè és una terra bella. De l'Ermita hem baixat per donar-vos de la mà i portar-vos de bon grat pels camins de la comarca. Acosteu-vos, bona gent, i escolteu els Ermitans que molta pregària fan a l'Ermita de Sant Joan. |  |

L'any 1993, el grup Estrams fou el catalitzador de la voluntat de recuperar l'ermita i es constituïa el grup Ermitans de Sant Joan de la Muntanya. Aquest grup, format per una trentena de membres, pujaven un cop per setmana a l'ermita per tal d'esmorzar plegats i treballar en diferents tasques, dins i fora de l'ermita. La seva tasca va significar arreglar-la gairebé completament, reconstruir la font, col·locar una còpia del retaule de Damià Forment, etc. Després de gairebé 70 anys, a l'ermita es tornava a celebrar l'eucaristia.

## La diada de Sant Joan
La nit de Sant Joan era costum fer una processó de torxes des de la vila de Montblanc fins a l'ermita, on s'encenia el primer foc de la comarca. Els altres pobles, quan el veien encès, donaven per iniciada la nit de foc i n'encenien els seus.
Actualment, cada any, pel dia de Sant Joan, persones de tota la comarca pugen a l'ermita, fan una missa a trenc d'alba i celebren una festa. Després, se celebra una missa a l'esplanada superior i els bastoners i ex-bastoners de Montblanc piquen el Ball de Sant Joan. A més a més, el Club Atlètic Montblanc organitza una caminada a peu i una pujada corrent des de Montblanc fins a l'ermita.

## L'ermita i el mirador de Sant Joan
Des de Montblanc, s'hi pot accedir pel camí del Tàrraga, pel camí del bosc de Gorrines o pel camí de la Solana. Des de Poblet o l'Espluga de Francolí s'hi pot accedir pel camí de la Pena. A l'ermita, hom es troba una campana a l'entrada i a la dreta queda la capella de Sant Joan Baptista, excavada dins la roca. També s'ha reconstruït una llar de foc i una cuina per a refugiar els muntanyencs. Si es puja fins a la part superior de l'edifici, s'arriba a una placeta amb algunes peces commemoratives de diverses entitats montblanquines i, a mà dreta, queda el Mirador de Sant Joan, amb un llibre de signatures i la senyera catalana, que es canvia només per Nadal i per Sant Joan.
El mirador és una roca de saldó, vermella, que a la vegada fa de paret i sostre de l'ermita. Al mirador hi ha un retaule de rajoles que indica quins són els pobles i les serralades que es poden veure: Montblanc, Barberà de la Conca, Forès, Solivella, Serra del Tallat, Miramar, Montserrat, Andorra, el Canigó, el massís de la Maladeta amb l'Aneto, etc. Si hom segueix la carena al costat del mirador, arriba a la Cova de Nialó.